# Суслови
Су́слови (рос. Сусловы) — присілок у складі Юр'янського району Кіровської області, Росія. Входить до складу Верховинського сільського поселення.
Населення становить 56 осіб (2010, 111 у 2002).
Національний склад станом на 2002 рік — росіяни 92 %.